# Neofelis
Пантера димчаста (Neofelis) — рід родини котових (Felidae), підродини пантерових (Pantherinae). Діапазон поширення роду Neofelis простягається від центральної частина Непалу на північний схід в провінції Шеньсі в центральному Китаї і південно-схід до В'єтнаму і Малайського півострова, і також включає Тайвань, Хайнань, Суматру і Борнео. Мешкає в різних видах лісів, можливо, до висот 2300 метрів.

## Морфологія
Морфометрія. Довжина голови й тіла: 616–1066 мм, хвіст: 550–912 мм, вага: 16–23 кг.
Опис. Хутро сірувате або жовтувате, з темними плямами ("хмарами") у таких формах, як кола, овали й розетки. Маркування на плечах і спині темніші на їх задніх краях, ніж на передніх. Лоб, ноги і початок хвоста плямисті; решта хвоста смугаста. Трапляються меланісти. Хвіст довгий, ноги міцні, лапи широкі, подушечки жорсткі. Череп довгий, низько посаджений і вузький. Відносна довжина верхніх ікл більша ніж в будь-якого з нині живучих котів. Перший верхній премоляр значно редукований або відсутній, залишаючи широкий розрив між іклами і корінними зубами. На відміну від роду Panthera, під'язикова кістка Neofelis є скостенілою.

## Поведінка
Як правило говорять, що димчасті пантери дуже деревні, полюбляючи полювати, стрибаючи на наземну жертву із навислого гілля. Деревні таланти Neofelis цілком можуть змагається з талантами Felis wiedii, так як Neofelis може спускатися з дерева по стовбуру або рухатись по горизонтальним гілкам вниз головою. Інші ж дослідники говорять, що Neofelis більш денний і наземний ніж це прийнято вважати і що він використовує дерева в першу чергу для відпочинку, подорожуючи в основному по землі. Харчується птахами, мавпами, свинями, великою рогатою худобою, молодими буйволами, козами, оленями і навіть їжатцями. Багато особин у неволі ніжні й грайливі й люблять, щоб їх гладили доглядачі.

## Життєвий цикл
Вагітність триває 93 дні. Народжується 1–5 частіш за все 2 дитинчат. Вага новонароджених 140–170 грам, очі відкриваються на 12 день, Споживати тверду їжу діти можуть приблизно в 10.5 тижневому віці. Вигодовуються груддю вони 5 місяців. Хутро спочатку чорне в областях, де в дорослих розміщені темні плями; повністю колір дорослих досягається приблизно в 6 місяців. Статева зрілість досягається приблизно в 26 місяців. Один полонений був ще живий у 19.5 років.

## Генетика
Каріотип характеризується диплоїдним числом, 2n=38.

## Загрози
Основною проблемою є втрата лісів через сільське господарство. Також на димчастих пантер ведеться надмірне полювання заради їх красивого хутра. Вони можливо вже зникли з Хайнаню, а на Тайвані ареал обмежується тільки дикими і майже недоступними частинами центрального гірського хребта. Neofelis все ще широко представлений в Китаї, але придатні середовища проживання фрагментовані на дрібні плями й на тварин незаконно полюють за їх шкіри і за інші частини тіла, які використовуються в традиційній медицині і як їжа.